# 이세사키정
이세사키정(일본어: 伊勢崎町)은 일본 군마현 사와군에 존재했던 정이다. 현재의 이세사키시에 해당한다. 1940년 9월 13일에 우에하스촌, 모로촌과 신설합병으로 탄생한 것으로 현재의 이세사키정과는 다른 자치단체이다.

## 역사
- 1889년 4월 1일 - 정촌제 시행에 의해 사이군 이세사키정 단독으로 자치체를 형성하였다.
- 1896년 4월 1일 - 사이군 나와군이 합병해 사와군이 성립하였다.
- 1940년 9월 13일 - 우에하스촌, 모로촌과 합병, 시로 승격해 이세사키시가 되었다.

## 교통

### 철도
- 일본국유철도 료모선
- 도부 철도 이세사키선